# Chiesa di Sant'Agnese in Colle
La chiesa di Sant'Agnese in Colle, anche nota come chiesa di Sant'Agnese vecchia, è una chiesa cimiteriale a Tres, frazione di Predaia in Trentino. Risale al XIV secolo.

## Storia

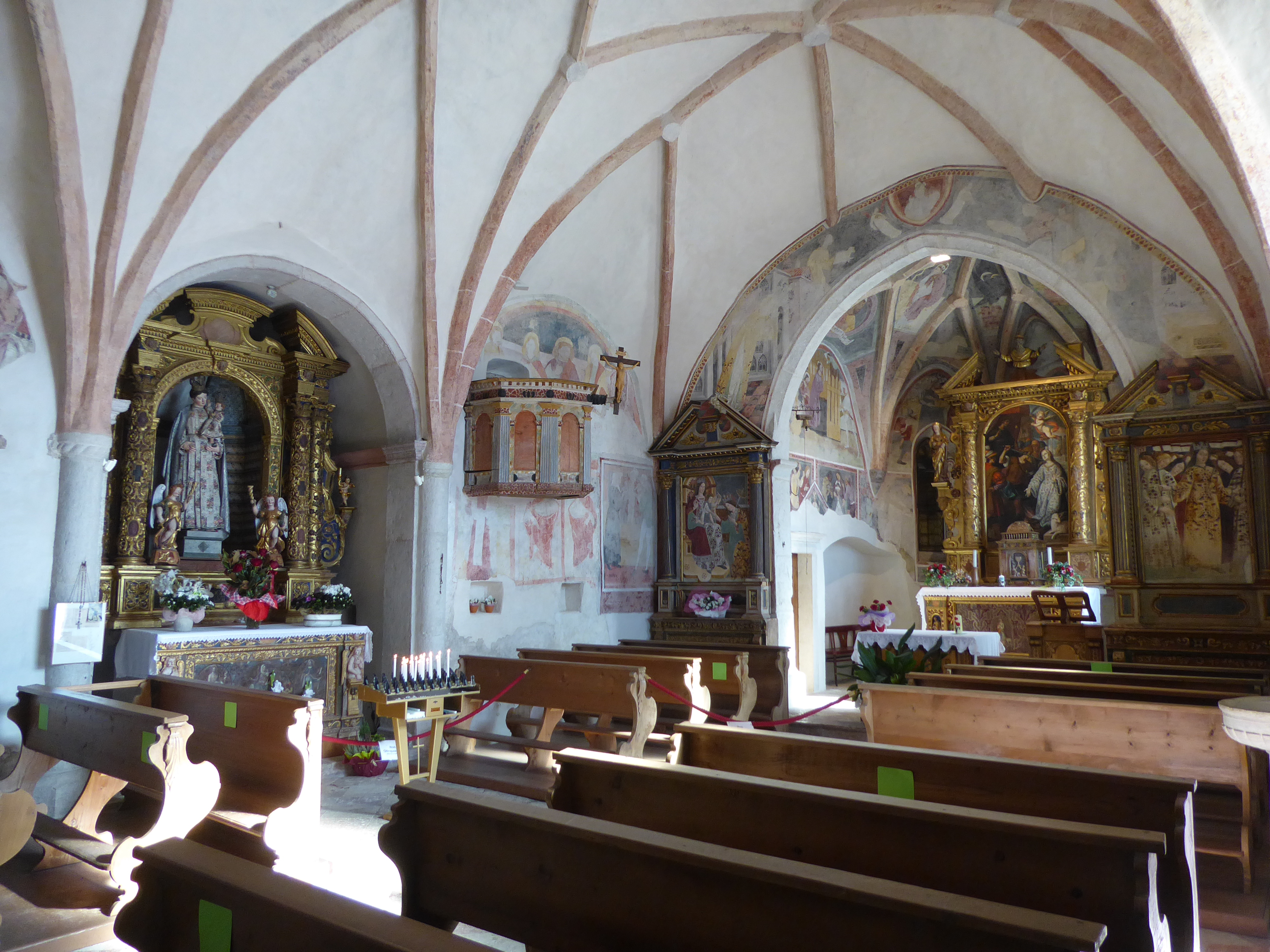
Interno

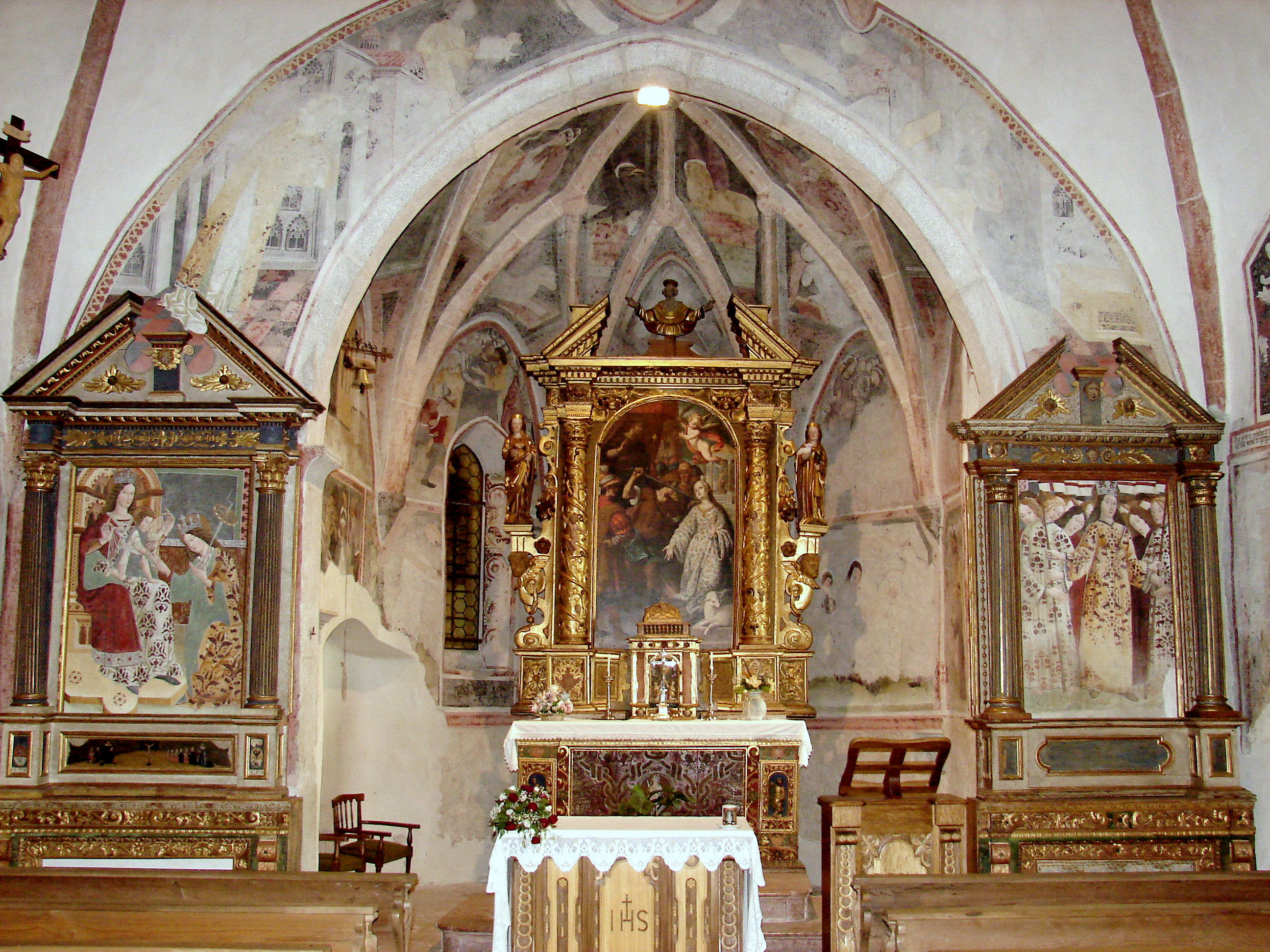
Presbiterio e altari laterali

La prima citazione documentata della chiesa risale al 1307 e certamente viene ricordata successivamente in un atto datato 1411 che ci è pervenuto. In tale documento si fa riferimento alla Regola e al tempio sacro, citato quest'ultimo con le dedicazioni sia alla Madonna sia a Sant'Agnese. La chiesa fu oggetto di lavori di natura non chiara in quel periodo e, a riprova di tali interventi, alcune parti affrescate nella sala e sulle pareti esterne risalgono alla metà del XV secolo.
Tra il 1475 e il 1476 l'edificio venne ristrutturato e subito dopo fu arricchito di un ciclo decorativo nel presbiterio, nell'abside nell'arco santo e in parte della sala. Nel XX secolo fu possibile attribuire questi affreschi a Battista e Giovanni Baschenis.
Nel XVI secolo vennero costruiti sagrestia e torre campanaria. Ottenne dignità curaziale nel 1552, e nello stesso anno ebbe la concessione della custodia dell'Eucaristia e del fonte battesimale. Durante la visita pastorale del 1579 si attestò negli atti che nella sala si trovavano tre altari dedicati a Sant'Agnese, a Santa Caterina d'Alessandria e a Sant'Orsola.
Nella prima metà del secolo successivo fu aggiunta la cappella laterale dalla Confraternita del Rosario poi,  durante una visita pastorale del 1742, fu disposto che venisse rifatta la copertura del tetto. Nel 1795 un incendio interesso il paese di Tres danneggiando tutta la struttura religiosa e quindici altri edifici vicini. Fu quindi necessario riparare subito i danni e in seguito si decise di ristrutturare l'edificio che, intanto, era stato sostituito nel ruolo di chiesa di riferimento della comunità dal nuovo tempio di San Rocco (a sua volta demolito per permettere la costruzione dalla nuova parrocchiale).
Nella seconda metà del XIX secolo il camposanto venne ampliato e benedetto inoltre, all'interno, venne rifatta la pavimentazione. Il XX secolo iniziò coi danneggiamenti causati da un fulmine e, nel 1912, furono eseguiti alcuni restauri che sollevarono varie perplessità.
A partire dagli anni cinquanta prese il via una campagna di interventi conservativi finanziati anche dalla Regione Trentino-Alto Adige. Questi portarono al recupero degli affreschi scialbati in epoche precedenti, al rifacimento di parti strutturali e della copertura. Nel 1974 si verificò un furto sacrilego e andarono perdute alcune parti decorative degli altari lignei.
L'ultimo ciclo di interventi si concluse nel 2003 con la realizzazione di un restauro che interessò strutture murarie, coperture, decorazioni interne ed esterne, arredi ed elementi in marmo e pietra. Fu installato anche un sistema antifurto.

## Descrizione
La facciata, che si apre sul camposanto, è quasi completamente coperta dalla mole della robusta torre campanaria. La sua costruzione fu successiva a quella del tempio e, alla base, due archi laterali permettono di accedere al portale di ingresso principale.
Il complesso si presenta solido, con una sola finestra di grandi dimensioni posta lateralmente a destra. È lunettata e porta luce alla navata interna, che è unica. Sul fianco opposto, che presenta una forma non omogenea anche per la presenza della sagrestia, si trova una scala in legno che dall'esterno permette l'accesso alla cantoria. 
La navata ha quattro campate e una volta a reticolo. Lateralmente è interessante la cappella seicentesca dedicata alla Madonna del Rosario. Nel presbiterio le pale d'altare dei due altari lignei sono gli unici dipinti che non sono stati scialbati nel corso dei vari lavori dei secoli scorsi.
Nella sala è presente un'Ultima Cena del 1472 mentre l'affresco sull'altare a sinistra risale al 1476.